# Kapala iridicolor
Kapala iridicolor is een vliesvleugelig insect uit de familie Eucharitidae. De wetenschappelijke naam is voor het eerst geldig gepubliceerd in 1904 door Cameron.